# Максим Яровець (поїзд)
«Максим Яровець» — пасажирський потяг категорії «Нічний швидкий» № 138/137 з фірмовою групою вагонів 2-го класу сполученням Хмельницький — Лисичанськ, якому з 11 березня 2020 року надана іменна назва на честь пам'яті, вірності та гідності полеглого лейтенанта Збройних сил України, учасника війни на сході України, командира роти 130-го окремого розвідувального батальйону Максима Яровця. Через повномасштабне вторгнення Російської Федерації за підтримки Республіки Білорусь яке призвело до руйнування залізничної інфраструктури з 24 лютого 2022 року маршрут поїзда "Максим Яровець"  встановлений в сполученні Хмельницький—Краматорськ. У зв'язку з ракетним ударом по вокзалу станції Краматорськ з 8 квітня 2022 року тимчасово маршрут поїзда "Максим Яровець" № 138/137 обмежено в сполученні Хмельницький—Харків.

## Історія
Раніше між Хмельницьким та Лисичанськом курсував пасажирський потяг № 117/118 (218/217, 317/318) сполученням Дебальцеве — Хмельницький (формування Донецької залізниці) з причіпними вагонами Куп'янськ — Хмельницький», (формування Південної залізниці). Однак, у 2012 році після ліквідації Дебальцевського резерву провідників місцевого депо (ЛВЧД-4 ДОН.) та Куп'янського резерву провідників підрозділу Харківської вагонної дільниці № 1 (ВЧ-1 ПІВД.) потяг був переданий на обслуговування до Луганська, а маршрут скоротили до Києва, мотивуючи тим, що на дільниці Київ — Хмельницький потяг сполученням Дебальцеве — Хмельницький мав заселеність не більше 18 %, тоді пасажирам було запропоновано здійснювати у Києві пересадки на потяг «Інтерсіті» № 175/176 «Подільський експрес» сполученням Київ — Хмельницький та на швидкий потяг № 055/056 сполученням Москва — Хмельницький.
Впродовж 2012—2015 років пасажирське сполучення між Хмельницьким та містами Донбасу здійснювалось з пересадкою у Києві, а вже з 11 листопада 2015 року було призначено курсування потяга № 128/127 сполученням Хмельницький — Костянтинівка, що прямував через Вінницю, Київ, Суми, Харків, Ізюм, Святогірськ, Лиман, Слов'янськ, Краматорськ та Дружківку. Таким чином, потяг був максимально зручний для тих, хто прямував в окуповані міста Донбасу (у тому числі Донецьк), проте Краматорськ став тимчасовим обласним центром Донецької області, але через кілька місяців його курсування через причини неузгодженості подальшого курсування з пасажирською службою Донецької залізниці потяг було скасовано. Пасажирська служба Донецької залізниці своє рішення мотивувала тим, що даний потяг хотіли взяти на обслуговування собі, так як на той час, у Маріуполі працювали провідники з Луганська та Донецька, і об'єм штату суттєво перевищував об'єм перевізного процесу. Пасажирська служба Донецької залізниці запропонувала подовжити маршрут прямування потяга «Азов» № 083/084 Маріуполь — Київ до станції Хмельницький, з подальшим оборотом з потягом № 128/127 Хмельницький — Костянтинівка. 2014 року, у зв'язку з подіями у Маріуполі, у місцевому пасажирському депо припинив функціонувати пральний комплекс, тому було запропоновано змінювати постільну білизну у Хмельницькому, однак на той час, Хмельницький не мав змоги у великій кількості об'єму змінювати потягу Донецької залізниці великий об'єм постільних речей, так як крім того, Хмельницький формував та екіпірував потяги № 772/771 Хмельницький — Київ, № 756/755 Хмельницький — Київ, № 055/056 Хмельницький — Москва, № 113/114 Чернівці — Генічеськ  № 132/131 Хмельницький — Херсон та додаткові поїзди № 207/208 Київ — Ужгород, № 269/270 Київ — Івано-Франківськ і № 281/282 Хмельницький — Генічеськ. Тоді ж було прийнято рішення, про скорочення маршруту потяга № 127/128 Костянтинівка — Хмельницький до Києва з передачею цього маршруту до Маріуполя.
З 30 жовтня 2016 року вперше з'явився у розкладі руху потяг під № 234/233 і назва була «Поділля», на прохання пасажирів, які користуються для поїздок з Хмельницького та Вінниці у бік Донеччини та Луганщини, особливо це стало актуальним після переїзду до Хмельницького та Вінниці численних мешканців Донецька та Луганська, особливо студентів. Після аналізу пасажиропотоку, було прийнято рішення залишити потяг в постійному курсуванні з присвоєнням номера № 138/137.
З 18 березня 2020 року по 13 грудня 2020 року потяг було скасовано через пандемію COVID-19. 
Станом на 08:00 ранку 19 листопада АТ "Укрзалізниця" відкрила продаж квитків на поїзд починаючи з 13 грудня, тим саме відновивши рух поїзда.
Через Російське вторгнення в Україну на маршруті прямування поїзда відбулось кілька диверсій, що спричинило за собою руйнування залізничної інфраструктури, зокрема у м. Куп'янськ, Харківської області був підірваний залізничний міст через річку Оскіл крім того через проведення запеклих боїв у місті Чугуїв та обстрілів Рубіжного та Лисичанська маршрут поїзда у цілях безпеки було змінено. 
З 24 лютого 2022 року маршрут поїзда було встановлено у сполученні Хмельницький — Краматорськ який до Харкова прямував згідно діючого графіку, з подальшим маршрутом до Краматорська через станції Основа, Безлюдівка, Ізюм, Балаклія, Святогірськ, Лиман, Слов'янськ. 
Через кілька діб у зв'язку з загостренням військової ситуації на Ізюмському напрямку, маршрут поїзда в черговий раз зазнав змін, маршрут поїзда було скеровано в об'їзд через станції Лозова, Барвінкове, Слов'янськ, Лиман, Слов'янський Курорт. 

## Надання іменного статусу
Яровець Максим Олександрович — командир роти глибинної розвідки 130-го окремого розвідувального батальйону оперативного командування «Захід» Сухопутних військ Збройних Сил України, лейтенант. З 14 березня 2016 року брав участь в антитерористичній операції на сході України. Позивний «Скіф». 5 жовтня 2016 року о 10:50 лейтенант Максим Яровець загинув внаслідок підриву на міні МОН-50 під час повернення з бойового завдання в районі міста Мар'їнка Донецької області. 8 жовтня 2016 року похований на Алеї Слави кладовища в мікрорайоні Ракове міста Хмельницький.
Ідея надати назву потягу ім'я загиблого героя належить Владиславу Бондарю — найкращому другові полеглого героя України, залізничнику, учаснику фестивалю «Обличчя міст» в місті Маріуполь та учаснику кіно-конкурсу «Маріуполь. Який він?» в рамках фестивалю «З країни в Україну» 4 листопада 2019 року. Робота від розробки концепції до ухвалення рішення тривала фактично чотири місяці та проводилась спільно з мером міста Хмельницький Олександром Симчишином, була оперативно підключена до ідеї Укрзалізниця та Міністерство інфраструктури України. Розробляючи концепцію свого задуму, він обрав потяг Хмельницький — Лисичанськ, потяг символічний, який щодня дає надію, що ось ось після звільнення окупованих територій потяг повернеться на свій рідний маршрут до Дебальцеве, або далі ж до Донецька чи Луганська. Перед тим, як присвоїти потягу ім'я героя, була проведена робота щодо приведення двох складів потяга до «Положення про фірмові поїзди та групи пасажирських вагонів».
Департаментом з організації внутрішніх та міжнародних пасажирських перевезень ПАТ «Укрзалізниця» на основі робіт по підготовці від 15 січня 2020 року було видано атестат про надання групі купейних вагонів фірмовості 2-го класу з присвоєнням назви «Максим Яровець».
Нині даний потяг є першим та єдиним в Україні, який має іменну назву на честь учасника війни на сході України.
Групу фірмових вагонів обслуговуватимуть найдосвідченіші провідники пасажирських вагонів, загальний стаж роботи який не менше ніж 2 роки, та пройшли відповідну перекваліфікацію до вимог по обслуговування пасажирів у фірмових поїздах.

## Інформація про курсування
Потяг «Максим Яровець» курсує цілий рік, щоденно. На маршруті руху потяг здійснює 26 зупинок на проміжних станціях. Протяжність маршруту потяга — 1104 км.
Нумерація вагонів на шляху прямування з Хмельницького та Лисичанська від локомотиву потяга. При відправленні та прибутті потяга зі/на станції(ю) Київ-Пасажирський нумерація вагонів зі східної сторони вокзалу.
Станції зміни напрямку руху — Харків-Пасажирський, Куп'янськ-Вузловий.
Пасажири, що прямують з Хмельницького та Вінниці до інших міст Донбасу, таких як Святогірськ, Лиман, Слов'янськ, Краматорськ, Дружківку, Костянтинівку мають змогу у Харкові здійснити пересадку на потяг № 2/1 Івано-Франківськ — Костянтинівка, або на приміський електропоїзд № 6289/6293 Харків — Краматорськ.
З 13 грудня 2020 року відновлює курсування фірмовий потяг №138/137 «Максим Яровець».

## Схема потяга
На маршруті курсує два склади потяга формування ПКВЧ-3 Хмельницький Південно-Західної залізниці.
Потяг складається з 18 пасажирських вагонів різного класу комфортності:
- 12 плацкартних;
- 1 вагон класу Люкс (фірмовий вагон 2-го класу);
- 5 купейних (фірмові вагони 2-го класу).

## Перспективи
Згідно розробленої концепції та технічно-економічного обґрунтування для даного потяга стоїть така задача як ребрендинг. Персональний дизайн потяга буде символізувати, що наша держава єдина, оформлення потяга планується відобразити в українських кольорах.
Для покращення умов обслуговування і перевезення пасажирів, у концепції передбачено наступне: оновлення рухомого складу, зокрема курсування сучасних нових купейних та плацкартних вагонів, що пройдуть глибоку модернізацію, розширення переліку послуг, що надаватимуться пасажирам, наприклад встановлення автоматівб у якому можна буде придбати каву, чай, снеки, сендвічі та кондитерські вироби, що значно полегшить роботу провідникам та дозволить більше приділяти увагу пасажирам та безпеці руху, а також можливість прийняти душ пасажирам.
Для більш швидкого пересування і збільшення часу на якісне обслуговування у пункті формування станції Хмельницький, передбачено в планах прискорити потяг на 4 години до 16,5 годин перебування в дорозі, шляхом скасування зупинок де посадка/висадка дорівнює не більше 5 пасажирів та виконанням графіку з можливістю розвивати швидкість на окремих дільницях до 128—140 км/год, де є така технічна можливість.
На основі вищезазначеного, потяг матиме усі шанси пройти атестацію на фірмовость 1-го класу з рівнем обслуговуванням пасажирів класу «Комфорт», замість «Стандарт» чи «Економ».

## Події
7 листопада 2018 року тепловоз ТЕП70 вийшов з ладу. Дали туди 2 тепловози ЧМЕ3.

## Цікаві факти
- Потяг «Хмельницький — Лисичанськ» займає друге місце в Україні серед кількості перевезених пасажирів. Станом на 2018 рік потягом скористалися 950,8 тис. пасажирів, а 2019 року — 1,04 млн. пасажирів.
- Потяг № 138/137 «Максим Яровець» Хмельницький — Лисичанськ є єдиним потягом в Україні, де залишились так звані «вушка» з порядковими номерами вагонів над дверми робочого тамбура. Такі «вушка» дуже зручні для орієнтування пасажирів, особливо у нічний час доби.
- На шляху прямування маршрут потяга пролягає через такі найбільші міста, як Вінниця, Київ, Полтава та Харків.